# 香港奇案霧夜屠夫
《香港奇案霧夜屠夫》是1991年由香港亞洲電視製作及首播的一部電視電影，由鞠覺亮執導，鄧衍成監製。任達華、翁虹、萬綺雯、劉錦玲等主演。

## 劇情
電影改編自發生於1982年轟動香港的林過雲連續殺人案，講述「霧夜屠夫」李得仁（任達華飾演）在雨夜殺人的故事。

## 演員
| 演員   | 角色             |
| 任達華 | 李得仁(霧夜屠夫) |
| 翁虹   | 張妙愛 (妓女)    |
| 萬綺雯 | 施潔芳 (學生)    |
| 孫名翠 | 劉彩兒 (酒吧女)  |
| 黃麗英 | 溫麗麗 (妓女)    |
| 劉錦玲 | 心理醫生         |

## 外部連結
- 香港影庫上《香港奇案霧夜屠夫》的資料（繁體中文）
- 豆瓣电影上《香港奇案霧夜屠夫》的資料 （简体中文）
- 開眼電影網上《香港奇案霧夜屠夫》的資料（繁體中文）
- 时光网上《香港奇案霧夜屠夫》的資料（简体中文）
- 互联网电影数据库（IMDb）上《香港奇案霧夜屠夫》的资料（英文）